# K-POP 20
K-POP 20는 SBS V-Radio에서 매일 낮 12시부터 낮 1시까지 방송되는 최신가요 전문 논스톱 BGM 라디오 프로그램이다.